# Riddu Riđđu
Das Riddu Riđđu (nordsamische Aussprache [ˈridːu ˈriðːu]; Übersetzung: „kleiner Sturm an der Küste“) ist ein jährlich stattfindendes samisches Musik- und Kulturfestival, auf dem neben der samischen Kultur auch jene anderer indigener Völker vorgestellt werden. Das Festival findet jährlich Mitte Juli in der kleinen Ortschaft Olmmáivággi in der nordnorwegischen Kommune Gáivuotna statt.

## Geschichte
Das Festival geht auf Kulturtage zurück, die erstmals 1991 von der samischen Jugendgruppe Gáivuona Sámenuorat veranstaltet wurden. Ihr Ansinnen war u. a. die Wiederbelebung der Kultur der Küstensami. 1995 wurde der Name Riddu Riđđu festgelegt und seit diesem Jahr wird es auch durchgehend auf demselben Gelände veranstaltet. Bis 2020 wurde die Hauptbühne zweimal erneuert. Seit 2009 hat es den Status eines Knotenpunktfestivals, was auch eine staatliche Förderung mit sich bringt. Auf dem Gelände wurden eine Bibliothek, ein Museum und eine Veranstaltungshalle errichtet. Zeitweise überstieg die Besucherzahl pro Jahr 10.000 Menschen.
2017 fand das Festival vom 12. bis zum 16. Juli statt und wurde erstmals offiziell von der norwegischen Königin Sonja eröffnet. Das Programm wurde folgendermaßen zusammengestellt.
| Hauptbühne      |                                      |                                |
| 14. Juli        | 15. Juli                             | 16. Juli                       |
| Ondt Blod       | Ailu Valle feat. Elle-Márjá          | Duolva Duottar                 |
| Indian Agent    | Uyarakq                              | Isák                           |
| Mette Henriette | Ágy                                  | Dagny                          |
|                 | Radik Tyulyush & The Chalama Project | Johan Anders Bær & Dronefolket |

Nach einer Pause infolge der COVID-19-Pandemie im Jahr 2020 und einer Beschränkung auf 500 Teilnehmer 2021 fand das Riddu Riđđu im Zeitraum 13. bis 17. Juli 2022 wieder in gewohnter Form statt. Dabei traten u. a. Ella Marie Hætta Isaksen, Isák und das kanadische Hip-Hop-Duo The Halluci Nation auf. Bei dieser Ausgabe konnten Indigene aus der Russischen Föderation jedoch nicht teilnehmen, da die von der norwegischen Regierung unterstützen Sanktionen auch die Zusammenarbeit mit russischen Organisationen dieser Art betreffen.

## Programm
Das Festival stellt eine Kombination aus Musik, Tanz, Theater, Film, Stand-up-Comedy, Diskussionen, Spielen, Kulinarischem und Kunstausstellungen dar. Außerdem gibt es auf Kinder zugeschnittene Programmaspekte. Zu den Diskussionsschwerpunkten gehört auch die Diskriminierung von Indigenen.
In jedem Jahr wird einem indigenen Volk der Arktis ein eigener Ausstellungsbereich gewidmet, z. B. den Nisga’a im Jahr 2009 und den Inuit im Jahr 2022.